# Lichtenow
Lichtenow ist ein Ortsteil der Gemeinde Rüdersdorf bei Berlin im Landkreis Märkisch-Oderland.

## Geschichte
Die erste urkundliche Erwähnung von Lichtenow stammt aus den Jahren 1320 bis 1323. Die historische Dorfstruktur entspricht einem slawischen Rundling, in dessen Bereich die ältesten Gebäude des Ortes zu finden sind. Die Dorfkirche, die etwa aus dem Jahre 1499 stammt und heute unter Denkmalschutz steht und auch das in die Kirchenmauer integrierte Spritzenhaus gehören dazu. Im Bereich des Dorfkerns befindet sich auch das älteste Wohnhaus des Ortes, ein Doppelstubenhaus aus Feldstein vom Anfang des 16. Jahrhunderts sowie das ehemalige Lehnguthaus vom Anfang des 17. Jahrhunderts. Das Spritzenhaus wurde unter Mithilfe der Bevölkerung 1993 völlig saniert und bildet heute den Hintergrund für das jährlich im Juli stattfindende Dorffest.
Die Kirche wird seit Mai 2006 einer vollständigen Rekonstruktion unterzogen. Dank der Mithilfe der Gemeinde, des Gemeindekirchenrates und durch Spenden der Bevölkerung wurde inzwischen der Dachstuhl völlig neu errichtet.

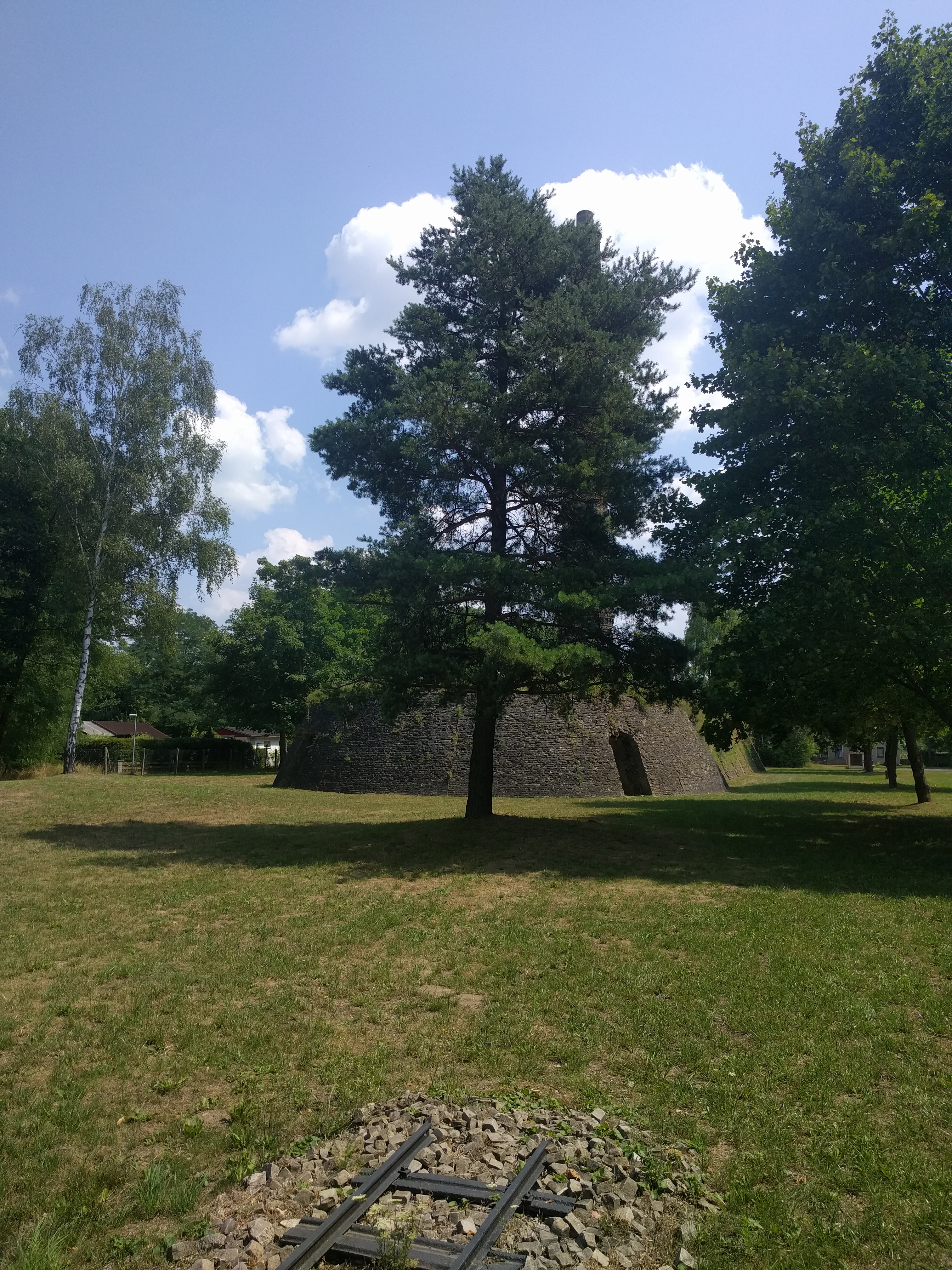
Die alte Ziegelei

Der alte Ortskern von Lichtenow befindet sich etwa 1 km nördlich der B1/5. Längs der B1/5 hat sich um 1800 der Ortsteil Lichtenow Lamm angesiedelt. Hier entstanden Wohnhäuser, aber auch Handwerks- und Ziegeleibetriebe. Der heute ungenutzte Schornstein der alten Ziegelei am Ortsausgang in Richtung Frankfurt (Oder) zeugt noch heute davon.
Lichtenow, auf der Barnim-Hochfläche gelegen, zählt zum Naturraum Ostbrandenburgische Platte. Heute gilt jenes Feuchtgebiet, welches sich zwischen den beiden Siedlungsgebieten erstreckt, zusammen mit dem Lichtenower Mühlenfließ und den östlich angrenzenden Teichen, die aus ehemaligen Tongruben entstanden sind, als wertvolles Biotop.
Inmitten dieser Landschaft, genau zwischen den beiden Siedlungsgebieten Lichtenow – Dorf und Lichtenow – Lamm befindet sich am Fließweg die alte Schule. Bis 1955 wurden hier die Dorfkinder unterrichtet. Heute wird dieses Gebäude zum Wohnhaus für drei Familien ausgebaut.
Zu Beginn der 50er Jahre wurden in der Siedlerstraße zwölf so genannte Neubauernhäuser errichtet, die auch heute noch bewohnt werden und inzwischen dem jetzigen Lebensstandard angepasst wurden.
In den 80er Jahren mussten etwa 10 ha Land für Erholungszwecke bereitgestellt werden. In Lichtenow Lamm entstanden zwei große Gartenanlagen, die im Wesentlichen noch heute von Berliner Kleingärtnern genutzt werden. Nach der Wende wurden in Lichtenow viele neue Häuser gebaut und durch die Anlage von Geh- und Radwegen in und um den Ort wird diese Gegend auch für Kurzurlauber, die einen Abstecher nach Berlin machen wollen, interessant. Die Anbindung nach Berlin wird durch die B 1/5 gewährleistet oder aber man nutzt eine Bus- und Bahnverbindung, die es von Rüdersdorf bei Berlin aus gibt. Lichtenow zählte Anfang der 90er Jahre etwa 370 Einwohner. Im Zuge der Lücken- und Neubebauung wurde der Ort nicht nur optisch attraktiver, sondern gewann auch an Einwohnern. Im Jahr 2005 hatte Lichtenow 560 Einwohner und war damit der einzige Ortsteil der Gemeinde Rüdersdorf bei Berlin, deren Einwohnerzahl sich erhöht hatte.

### Eingemeindung
Am 26. Oktober 2003 wurde Lichtenow nach Rüdersdorf bei Berlin eingemeindet.

## Die Kirche in Lichtenow

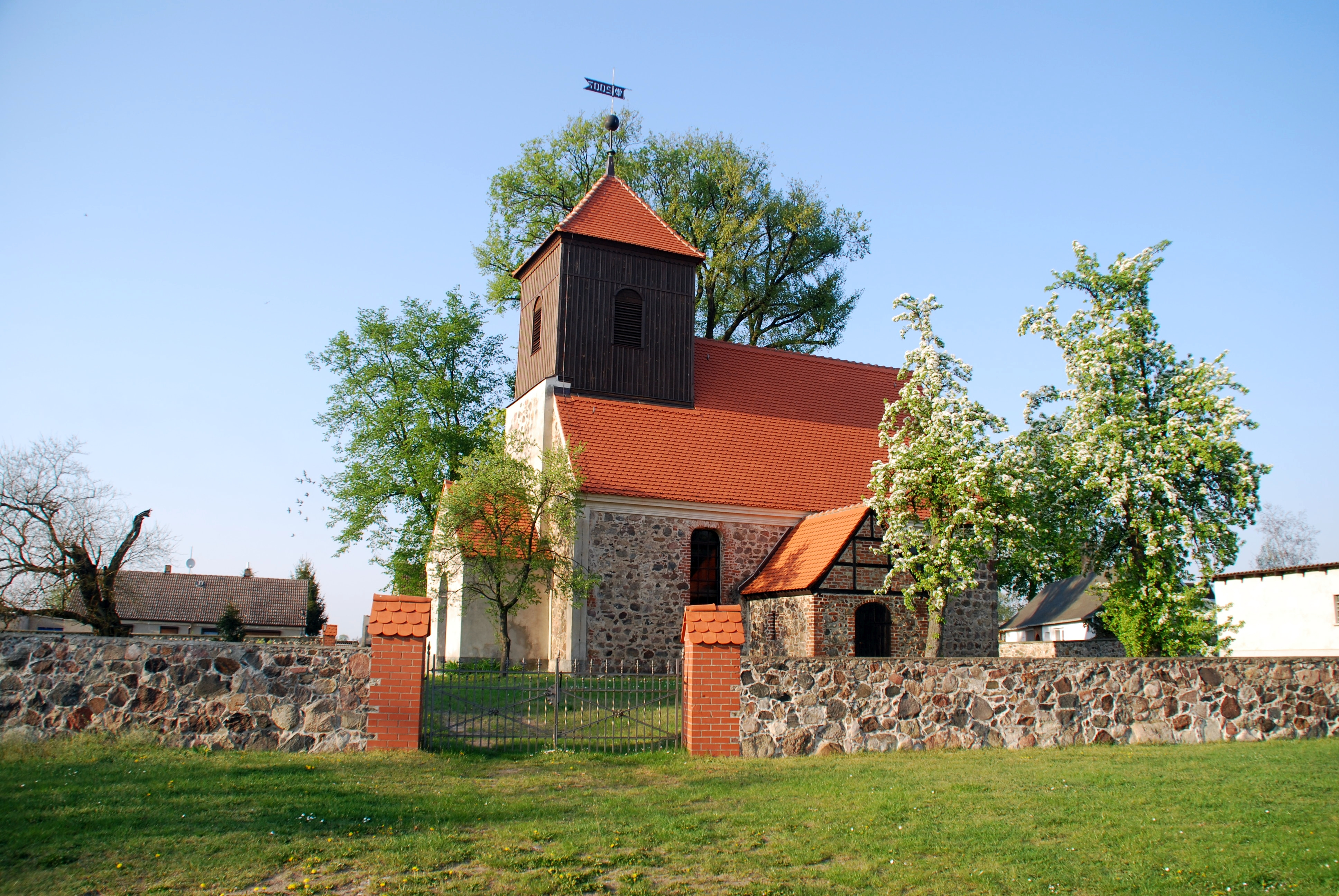
Dorfkirche

Der alte Dorfkern Lichtenows befindet sich ungefähr einen Kilometer nördlich der B1. Inmitten dieses alten Dorfkerns befindet sich die kleine Dorfkirche. Sie wurde 1499 als spätgotischer, rechteckiger Feldsteinbau errichtet. Über dem Westgiebel befindet sich ein Turmaufsatz, in dem sich drei Glocken befinden. Das Taufbecken stammt aus dem 18. Jahrhundert. 1898 wurde von der Firma Albert Lang aus Berlin eine Orgel eingebaut, die noch heute in Betrieb ist. Vor dem Krieg befand sich ein schöner Handgeschnitzter Altar in der Kirche. Da die Holzteile so stark von Holzwürmern befallen waren, mussten sie entfernt werden und konnten auch nicht mehr ersetzt werden. Die Kirche zählt heute zu den Denkmälern im Landkreis Märkisch-Oderland. Eine Besonderheit ist das direkt in die Kirchmauer eingebaute und 2003 völlig neu sanierte Spritzenhaus. Seit 2003 wird die Kirche nicht nur für rein kirchliche, sondern auch für kulturelle Zwecke genutzt. Der Arbeitskreis Ortschronik hat die Veranstaltung „Lichtenow in der Kirche“ ins Leben gerufen und gemeinsam mit dem Gemeindekirchenrat schon mehrere Veranstaltungen durchgeführt, die von den Bürgern sehr gut angenommen wurden.
Der bauliche Zustand der Kirche verschlechterte sich im Laufe der letzten Jahre so sehr, dass eine Initiative zur Rettung dieses Baudenkmales gestartet wurde. So machten es gemeinsame Anstrengungen und finanzielle Mittel von Kirche, Gemeinde und Spenden der Bürger möglich, die Sanierung der Kirche in Angriff zu nehmen. Beginnend im Mai 2006 wurden die umfangreichen Arbeiten durchgeführt. Dabei wurde unter anderem der Dachstuhl ersetzt, die Fassade erneuert und der Turm repariert. Die Sanierung wurden 2008 beendet.

## Persönlichkeiten
- Paul Bredereck (1877–1931), Rechtsanwalt und Politiker